# Edith Picht-Axenfeld
Edith Picht-Axenfeld (ur. 1 stycznia 1914 we Fryburgu Bryzgowijskim, zm. 19 kwietnia 2001 tamże) – niemiecka pianistka i klawesynistka; laureatka VI nagrody na III Międzynarodowym Konkursie Pianistycznym im. Fryderyka Chopina (1937).

## Życiorys

### Młodość i wojna
Naukę gry na fortepianie rozpoczęła w wieku pięciu lat. Wśród jej nauczycieli był Albert Schweitzer, u którego uczyła się gry na organach. W 1935 zadebiutowała koncertem w Berlinie.
W 1937 wzięła udział w III Konkursie Chopinowskim w Warszawie, gdzie zdobyła VI nagrodę. Po tym sukcesie występowała na terenie Niemiec i Austrii. W czasie drugiej wojny światowej nie dawała koncertów. W 1940 została nauczycielką muzyki w Internacie Birklehof w Hinterzarten. W tym okresie wyszła za mąż za filozofa i teologa Georga Pichta.

### Kariera międzynarodowa
W 1945 wznowiła karierę. Występowała z wieloma słynnymi orkiestrami i muzykami w większości państw europejskich, na Bliskim Wschodzie, w Japonii, Stanach Zjednoczonych, Indiach, RPA i w krajach Ameryki Południowej. Była też pedagogiem muzycznym. W latach 1947–1979 prowadziła klasy fortepianu, klawesynu i muzyki kameralnej w Wyższej Szkole Muzycznej we Fryburgu Bryzgowijskim (niem. Hochschule für Musik Freiburg). Organizowała kursy mistrzowskie w Salzburgu, Tokio, Sankt Moritz, a także w miastach w Meksyku i Izraelu.
W 1995 wystąpiła na Międzynarodowym Festiwalu Chopinowskim w Dusznikach-Zdroju. Była to jej pierwsza wizyta w Polsce od 1937. W tym samym roku została zaproszona do grona jurorów XIII Międzynarodowego Konkursu Pianistycznego im. Fryderyka Chopina.

## Repertuar i dyskografia
W jej repertuarze były utwory Jana Sebastiana Bacha, Ludwiga van Beethovena, Franza Schuberta, Roberta Schumanna, Fryderyka Chopina, Ferenca Liszta, Johannesa Brahmsa, Györgya Ligetiego i Luigiego Nono.
Była autorką licznych nagrań płytowych, których dokonała dla wytwórni Deutsche Grammophon, Philips, Erato, Victor-International, Aurophon i Camerata-Tokyo.